# Associazione Calcio Savoia 1908 1979-1980
Questa voce raccoglie le informazioni riguardanti il Savoia nelle competizioni ufficiali della stagione 1979-1980.

## Stagione
La stagione 1979-1980 fu la 58ª stagione sportiva del Savoia.
Serie C2 1979-1980: 4º posto

## Divise
| Casa | Portiere |

## Organigramma societario
Area direttiva
- Presidente:  Franco Immobile
- Vice presidente: Pasquale Gallo, Michele Gallo

Area organizzativa
- Segretario generale: Giuseppe Sasso

Area tecnica
- Direttore Sportivo: Riccardo Franceschini
- Allenatore:  Mario Trebbi

## Rosa
| N. |                   | Ruolo | Calciatore                 |
| -- | ----------------- | ----- | -------------------------- |
|    | Italia (bandiera) | P     | Dario Agostini             |
|    | Italia (bandiera) | P     | Giuseppe Valsecchi         |
|    | Italia (bandiera) | D     | Flavio Borsani             |
|    | Italia (bandiera) | D     | Giuseppe Cafaro (capitano) |
|    | Italia (bandiera) | D     | Gaetano Costa              |
|    | Italia (bandiera) | D     | Danilo Pierini             |
|    | Italia (bandiera) | D     | Ciro Vesce                 |
|    | Italia (bandiera) | C     | Giorgio Cantelli           |
|    | Italia (bandiera) | C     | Claudio Carrozzo           |
|    | Italia (bandiera) | C     | Adriano Gobbetti           |
|    | Italia (bandiera) | C     | Ivan Gregori               |

| N. |                   | Ruolo | Calciatore           |
| -- | ----------------- | ----- | -------------------- |
|    | Italia (bandiera) | C     | Silvano Gualandi     |
|    | Italia (bandiera) | C     | Antonio Natale       |
|    | Italia (bandiera) | C     | Luciano Vatieri      |
|    | Italia (bandiera) | A     | Giovanni Bacchiocchi |
|    | Italia (bandiera) | A     | Bartolo Qualano      |
|    | Italia (bandiera) | A     | Giuseppe Vianello    |
|    | Italia (bandiera) |       | Gennaro Aprile       |
|    | Italia (bandiera) |       | Granato              |
|    | Italia (bandiera) |       | Mario Sorrentino     |
|    | Italia (bandiera) |       | Lidio Tomada         |

## Calciomercato
| Acquisti | Acquisti | Acquisti | Acquisti   |
| R.       | Nome     | da       | Modalità   |
| -------- | -------- | -------- | ---------- |
|          |          |          | definitivo |

| Cessioni | Cessioni | Cessioni | Cessioni   |
| R.       | Nome     | a        | Modalità   |
| -------- | -------- | -------- | ---------- |
|          |          |          | definitivo |